# Johann Heinrich Winckler
Johann Heinrich Winckler (auch Winkler; * 12. März 1703 in Wingendorf bei Lauban (Oberlausitz); † 18. Mai 1770 in Leipzig) war ein deutscher Philosoph, Philologe, Naturforscher und Rektor der Universität Leipzig. Er erkannte als Erster, dass die elektrische Wolkenladung die Ursache eines Gewitters sei und sich durch Blitze zur Erde entlade.

## Leben und Werk
Winckler verbrachte seine Kindheit in Wingendorf, die Familie zog nach Bertelsdorf um, wo sein Vater eine Mühle pachtete. Zuerst wurde er von seiner Mutter unterrichtet, ehe er mit elf Jahren das Lyzeum in Lauban besuchte. Sein Studium begann er 1724 in Leipzig. Er studierte Theologie, Philosophie und alte Sprachen. Zu seinen Lehrern zählten der Theologe Johann Gottlob Pfeiffer, der Philosoph Johann Andreas Rüdiger und der Philologe Christian Ludovici. 1731 wurde er Collega quartus an der Thomasschule zu Leipzig. Zur selben Zeit war Johann Sebastian Bach an dieser Schule tätig. Für Bachs Kantate „Froher Tag, verlangte Stunden“ (BWV, Anh. 18) schuf Winckler das Libretto. Die zugehörige Musik Bachs ist verloren gegangen. Zu den Besuchern seiner physikalischen und philosophischen Vorlesungen gehörte unter anderem auch Johann Wolfgang Goethe.
Als Anhänger von Christian Wolff, einem führenden Vertreter der Aufklärung, erhielt er 1739 eine außerordentliche Philosophieprofessur. Von 1742 bis 1750 war er ordentlicher Professor für Griechisch und Latein an der Universität Leipzig, in der Nachfolge von Georg Philipp Olearius und als Vorgänger von Karl Christian Woog. 1750 wurde er ordentlicher Professor für Physik. 1747 wurde er in die renommierte Royal Society aufgenommen.
Winckler war ein vielseitiger Gelehrter; er war ein Aufklärer und hervorragender Experimentator. Er gilt als einer der Gründer der Experimentalphysik an der Universität Leipzig.

## Forschungen
Bald nach Beginn seiner Tätigkeit an der Leipziger Universität begann Winckler sich für die Elektrizitätslehre zu interessieren. 1744 beschrieb Winckler in seiner Veröffentlichung: „Gedanken von den Eigenschaften, Wirkungen und Ursachen der Elektricität“ eine Elektrisiermaschine von Francis Hauksbee, die er durch die Konstruktion eines Tretmechanismus verbessert hatte. Der Grundaufbau war ähnlich einer Drechselbank. 

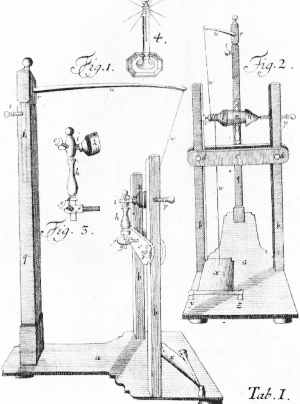
Bierglas-Elektrisiermaschine von Johann Heinrich Winkler, um 1730–1740

 Wurde vorher die statische Elektrizität durch Reiben mit der Hand bewirkt, so setzte Winckler bei seinem neuen Gerät eine kreidebestreute Reibvorrichtung ein. Er ließ das zu elektrisierende Glas mit einer Drehzahl von bis zu 680 Umdrehungen pro Minute rotieren. Glas war als Elektrisiermaterial viel billiger als Schwefel. Schwefelkugeln wurden als erstes von Otto von Guericke bei seinen Elektrisiermaschinen eingesetzt.
Winckler beschäftigte sich auch mit der Verbesserung der Leidener Flasche. Er bemerkte, dass für ein besonders großes Speichervermögen die Leiter sich möglichst nahe an der Flasche befinden müssen. Er verlegte daher den mittleren Leiter an die Innenwand der Leidener Flasche und umgab diese außen mit einer Metallfolie. Er experimentierte mit verschiedenen Flüssigkeiten wie Wasser, geschmolzener Butter und Wein. Die physiologischen Auswirkungen der elektrischen Entladungen untersuchte er in Experimenten an sich selbst sowie an seiner Frau.
Winckler war einer der ersten Naturwissenschaftler, der im Gewitterblitz und einer künstlich hergestellten elektrischen Entladung als Unterschied nur ihre Stärke sah. Er publizierte 1746 die Ansicht, dass sich die elektrische Wolkenladung als Blitz zur Erde entlade.
1744 vermutete Winckler bereits die Möglichkeit, mit Hilfe der Elektrizität Signale übermitteln zu können – ein Gedanke, der später durch die Entwicklung der Telegrafie verwirklicht wurde. So schrieb er, dass sich die Elektrizität bis an die Grenzen der Erde fortpflanzen lasse, wenn bis dahin ein Körper auf Isolatoren gelegt wäre. Er beschäftigte sich unter anderem auch mit der Bestimmung der Geschwindigkeit elektrischer Ladungsübertragung.
Winckler war auch der Erste, der Gläser auspumpte, diese mit einer kleinen Menge Quecksilber versah und sie zu Buchstaben formte. Bei seinen Schauvorführungen in Apels Garten an der Pleiße erhitzte er die Glasformen, so dass das Quecksilber verdampfte. Wenn er nun mit einem mit einer Elektrisiermaschine verbundenen Draht hinter den Gläsern entlangfuhr, kam es zu hellen Lichterscheinungen infolge der Ionisierung der mit Quecksilberdampf versetzten Restluftmenge. (Heute bekannt als Gasentladung angeregt durch ein außen anliegendes elektrisches Feld.)

## Werke
- Gedanken von den Eigenschaften, Wirkungen und Ursachen der Electricität: nebst einer Beschreibung zwo neuer Electrischen Maschinen (1744)
- Die Eigenschaften der electrischen Materie und des electrischen Feuers aus verschiedenen neuen Versuchen erkläret, und, nebst etlichen neuen Maschinen zum Electrisieren, beschrieben (1745)
- Die Stärke der electrischen Kraft des Wassers in gläsernen Gefäßen, welche durch den Musschenbrökischen Versuch bekannt geworden (1746)